# Matematički model
Matematički model opisuje sustav koristeći matematičke koncepte i jezik. Proces razvoja matematičkog modela naziva se matematičkim modeliranjem. Matematički modeli se koriste u prirodnim znanostima s (kao što su fizika, biologija, znanost o zemlji, kemija i inženjerske discipline (npr. kao računalna znanost, elektrotehnika), kao i u društvenim znanostima (npr. ekonomija, psihologija, sociologija, političke znanosti).
Model može pomoći u objašnjavanju sustava i proučavanju učinaka različitih komponenti i predviđanju ponašanja.

## Elementi matematičkog modela
Matematički modeli mogu imati različite oblike, uključujući dinamičke sustave, statističke modele s, diferencijalne jednadžbe, ili teorijske modele igara. Ovi i drugi tipovi modela mogu se preklapati s danim modelom koji uključuje različite apstraktne strukture. Općenito, matematički modeli mogu uključivati logičkih modela. U mnogim slučajevima kvaliteta znanstvenog polja ovisi o tome koliko se matematički modeli razvijeni na teoretskoj strani slažu s rezultatima ponovljivih eksperimenata. Nedostatak suglasnosti između teorijskih matematičkih modela i eksperimentalnih mjerenja često dovodi do važnih napretka jer se razvijaju bolje teorije.
U fizičkim znanostima, tradicionalni matematički model sadrži većinu sljedećih elemenata:
1. Jednadžbe upravljanja
2. Dodatni pod-modeli
  1. Definiranje jednadžbi
3. Konstitutivne jednadžbe
4. Pretpostavke i ograničenja
  1.  Početno i  rubni uvjeti
  2. Klasična ograničenja i  kinematičke jednadžbe

## Klasifikacije
Matematički modeli obično se sastoje od odnosa i   varijabli  '. Odnosi se mogu opisati  operatori , kao što su algebarski operatori, funkcije, diferencijalni operatori, itd. Varijable su apstrakcije sustava  parametri od interesa, to može biti kvantifikacija (znanost). Za matematičke modele prema njihovoj strukturi moguće je koristiti nekoliko klasifikacijskih kriterija:
- 'Linearni nasuprot nelinearnom:'  Ako svi operatori u matematičkom modelu pokazuju linearnost, dobiveni matematički model je definiran kao linearan. Smatra se da je model inače nelinearan. Definicija linearnosti i nelinearnosti ovisi o kontekstu, a linearni modeli mogu imati u njima nelinearne izraze. Na primjer, u  statističkom linearnom modelu, pretpostavlja se da je odnos u parametrima linearan, ali može biti nelinearan u prediktorskim varijablama. Slično tome, za diferencijalnu jednadžbu se kaže da je linearna ako se može zapisati linearnim diferencijalnim operatorom s, ali još uvijek može imati nelinearne izraze u njemu. U modelu  matematičko programiranje, ako su objektivne funkcije i ograničenja u potpunosti predstavljeni linearnom jednadžbom s, tada se model smatra linearnim modelom. Ako je jedna ili više objektivnih funkcija ili ograničenja predstavljena jednadžbom nelinearnosti, tada je model poznat kao nelinearni model. Nelinearnost, čak iu prilično jednostavnim sustavima, često je povezana s pojavama kao što je kao  kaos i nepovratnost. Iako postoje iznimke, nelinearni sustavi i modeli teže proučavaju od linearnih. Uobičajeni pristup nelinearnim problemima je linearizacija, ali to može biti problematično ako se pokušava istražiti aspekte kao što je ireverzibilnost, koja je snažno povezana s nelinearnošću.
- 'Statički nasuprot dinamici:'  'dinamički' 'model računa na vremenski ovisne promjene stanja sustava, dok' 'statički' '(ili stacionarni) model izračunava sustav u ravnoteže, i stoga je vremenski nepromjenljiva. Dinamički modeli tipično su predstavljeni diferencijalnom jednadžbom s ili diferencijalna jednadžba s.
- 'Eksplicitno nasuprot implicitno:'  Ako su svi ulazni parametri cjelokupnog modela poznati, a izlazni parametri se mogu izračunati pomoću konačnih serija računanja, za model se kaže da je  eksplicitan ., Ali ponekad su poznati parametri "izlaz", a odgovarajući ulazi moraju biti riješeni iterativnim postupkom, kao što je Newtonova metoda (ako je model linearan) ili Broydenova metoda (ako je nelinearno). U tom slučaju se kaže da je model  implicitan . Na primjer, fizička svojstva mlaznog motora kao što su područja turbine i grla mlaznice mogu se eksplicitno izračunati s obzirom na konstrukciju termodinamički ciklus (protoka zraka i protoka goriva, tlakova i temperatura) na određenom letu stanja i snage, ali radni ciklusi motora u drugim uvjetima leta i postavkama snage ne mogu se eksplicitno izračunati iz konstantnih fizičkih svojstava.
- 'Diskretni vs kontinuirani:'  [diskretni model diskretnog modela] tretira objekte kao diskretne, kao što su čestice u molekularnom modelu ili stanja u statističkom modelu ; dok kontinuirani model predstavlja objekte na neprekidan način, kao što je brzinsko polje fluida u cjevovodima, temperature i naprezanja u čvrstom, i električno polje koje se kontinuirano primjenjuje na cijeli model zbog točkastog naboja.
- 'Deterministički vs probabilistički (stohastički):'  [deterministički sustav | deterministički] model je onaj u kojem je svaki skup varijabilnih stanja jedinstveno određen parametrima u modelu i skupovima prethodnih stanja tih varijable; dakle, deterministički model uvijek obavlja isti način za zadani skup početnih uvjeta. Nasuprot tome, u stohastičkom modelu - koji se obično naziva "statistički model" - slučajnost je prisutna, a varijabilna stanja nisu opisana jedinstvenim vrijednostima, već distribucijom vjerojatnosti.
- 'Deduktivni, induktivni ili plutajući:'  deduktivni model je logička struktura temeljena na teoriji. Indukcijski model proizlazi iz empirijskih nalaza i generalizacije iz njih. Plutajući model ne počiva ni na teoriji ni na promatranju, već je samo pozivanje na očekivanu strukturu. Primjena matematike u društvenim znanostima izvan ekonomije kritizirana je zbog neosnovanih modela.[1] Primjena teorije katastrofe u znanosti okarakterizirana je kao plutajući model.[2]

## Značaj u prirodnim znanostima
Matematički modeli od velike su važnosti u prirodnim znanostima, osobito u [fizici]. Fizičke [teorijske teorije] gotovo uvijek su izražene pomoću matematičkih modela.
Kroz povijest, razvijeni su sve točniji matematički modeli.  Newtonovi zakoni točno opisuju mnoge svakodnevne pojave, ali u određenim granicama [teorija relativnosti] i kvantna mehanika moraju se koristiti; čak i oni se ne primjenjuju na sve situacije i potrebno je dodatno poboljšanje [nedostaje izvor] . Moguće je dobiti manje točne modele u odgovarajućim granicama, na primjer, relativistička mehanika se svodi na newtonsku mehaniku na brzinama mnogo manje od brzine svjetlosti. Kvantna mehanika se svodi na klasičnu fiziku kada su kvantni brojevi visoki. Primjerice, de Broglieva valna duljina teniske lopte neznatno je mala, tako da je klasična fizika u ovom slučaju dobra aproksimacija.
Uobičajeno je da se idealizirani modeli u fizici pojednostave. Bezmasne užad, točkaste čestice, idealni plinovi i čestica u kutiji su među mnogim pojednostavljenim modelima koji se koriste u fizici. Zakoni fizike su predstavljeni jednostavnim jednadžbama kao što su Newtonovi zakoni, Maxwell-ove jednadžbe i Schrödingerova jednadžba. Ti su zakoni osnova za izradu matematičkih modela realnih situacija. Mnoge stvarne situacije vrlo su složene i na taj način modelirane na računalu, model koji je računski izvodljiv za izračunavanje je napravljen od osnovnih zakona ili iz približnih modela napravljenih iz osnovnih zakona. Na primjer, molekule se mogu modelirati modelima molekularnih orbitalnih koji su približna rješenja za Schrödingerovu jednadžbu. U engineering, modeli fizike se često izrađuju matematičkim metodama kao što je analiza konačnih elemenata.
Različiti matematički modeli koriste različite geometrije koje nisu nužno točni opisi geometrije svemira. Euklidska geometrija se mnogo koristi u klasičnoj fizici, dok su posebna relativnost i opća relativnost primjeri teorija koje koriste  geometrije koje nisu euklidske.

## Neke aplikacije
<! -- bez obzira na ovaj odjeljak, to nije pozadina (izvorni naslov) i nije općenita -->
Od  pretpovijesna vremena korišteni su jednostavni modeli kao što su [mapa] i dijagrami.
Često kada inženjeri analiziraju sustav koji se kontrolira ili optimizira, oni koriste matematički model. U analizi, inženjeri mogu izgraditi deskriptivni model sustava kao hipotezu o tome kako bi sustav mogao funkcionirati ili pokušati procijeniti kako bi nepredvidivi događaj mogao utjecati na sustav. Slično tome, u kontroli sustava inženjeri mogu isprobati različite pristupe kontrole u simulaciji s.
Matematički model obično opisuje sustav pomoću set varijabli i skup jednadžbi koje uspostavljaju odnose između varijabli. Varijable mogu biti mnogih vrsta;  real ili integer brojevi,  boolean vrijednosti ili stringova, na primjer. Varijable predstavljaju neka svojstva sustava, na primjer, mjerene izlazne vrijednosti sustava često u obliku  signala,  timing data, brojači i pojava događaja (da / ne), Stvarni model je skup funkcija koje opisuju odnose između različitih varijabli.

## Sastavni blokovi
U business i engineering, matematički modeli mogu se koristiti za maksimiziranje određenog izlaza. Sustav koji se razmatra zahtijevat će određene ulazne podatke. Sustav koji povezuje ulaze s izlazima također ovisi io drugim varijablama: varijable odluke, varijable stanja s, egzogene varijable, i slučajna varijabla s.
Varijable odlučivanja ponekad se nazivaju nezavisnim varijablama. Egzogene varijable ponekad se nazivaju parametar s ili  konstanta s.
Varijable nisu neovisne jedna od druge jer varijable stanja ovise o odluci, ulaznim, slučajnim i egzogenim varijablama. Nadalje, izlazne varijable ovise o stanju sustava (koje predstavljaju varijable stanja).
 Objective s i  ograničenje s sustava i njegovih korisnika mogu biti predstavljeni kao  funkcija s izlaznih varijabli ili varijabli stanja. Function purpose će ovisiti o perspektivi korisnika modela. Ovisno o kontekstu, funkcija cilja je također poznata kao  indeks performansi , jer je to neka mjera od interesa za korisnika. Iako ne postoji ograničenje broja objektivnih funkcija i ograničenja koje model može imati, korištenje ili optimizacija modela postaje sve uključeniji (računski) kako se broj povećava.
Primjerice, ekonomist se često koristi linearna algebra kada koristi input-output model s. Komplicirani matematički modeli koji imaju mnogo varijabli mogu se konsolidirati korištenjem  vectors gdje jedan simbol predstavlja nekoliko varijabli.

## Prioritetne informacije
Problemi s matematičkim modeliranjem često se svrstavaju u modele [crne kutije] ili  bijela kutija, prema tome koliko je  a priori informacija o sustavu dostupno. Model crne kutije je sustav za koji ne postoje a priori informacije. Model bijele kutije (također nazvan staklena kutija ili prozirna kutija) je sustav u kojem su dostupne sve potrebne informacije. Praktično svi sustavi nalaze se negdje između modela crne kutije i bijelih kutija, pa je ovaj koncept koristan samo kao intuitivni vodič za odlučivanje o pristupu.
Obično je poželjno koristiti što više a priori informacija kako bi model bio točniji. Stoga se modeli bijele kutije obično smatraju lakšim, jer ako ste ispravno upotrijebili podatke, model će se ponašati ispravno. Često a priori informacije dolaze u obliku poznavanja vrste funkcija koje se odnose na različite varijable. Na primjer, ako napravimo model kako lijek djeluje u ljudskom sustavu, znamo da je obično količina lijeka u krvi funkcija eksponencijalnog raspada eksponencijalno raspadajuće. Ali još uvijek nam ostaje nekoliko nepoznatih parametara; koliko se brzo smanjuje količina lijeka i kolika je početna količina lijeka u krvi? Ovaj primjer stoga nije potpuno bijeli model. Ovi parametri moraju se procijeniti na neki način prije nego što se može koristiti model.
U modelima crnih kutija pokušava se procijeniti i funkcionalni oblik odnosa između varijabli i numerički parametri u tim funkcijama. Primjenjujući apriorne informacije mogli bismo, na primjer, završiti s nizom funkcija koje bi vjerojatno mogle adekvatno opisati sustav. Ako ne postoji a priori informacija, pokušali bismo koristiti funkcije što je više moguće općenito za pokrivanje svih različitih modela. Često korišteni pristup za crne kutije su  neuronske mreže koje obično ne prave pretpostavke o ulaznim podacima. Alternativno, NARMAX (nelinearni model auto-regresivnog pokretnog prosjeka s eksogenim ulazima) algoritmi koji su razvijeni kao dio nelinearne identifikacije sustava mogu se koristiti za odabir termina modela, određivanje strukture modela i procjenu nepoznatih parametara u prisustvu koreliranih i nelinearnih šumova. Prednost NARMAX modela u usporedbi s neuronskim mrežama je u tome što NARMAX proizvodi modele koji se mogu zapisati i povezati s temeljnim procesom, dok neuronske mreže proizvode aproksimaciju koja je neprozirna.

### Subjektivne informacije
Ponekad je korisno inkorporirati subjektivne informacije u matematički model. To se može učiniti na temelju intuicije, iskustva ili stručnog mišljenja, ili na temelju praktičnosti matematičkog oblika. Bayesova statistika pruža teoretski okvir za uključivanje takve subjektivnosti u rigoroznu analizu: određujemo prethodnu razdiobu vjerojatnosti (koja može biti subjektivna), a zatim ažurirati tu distribuciju na temelju empirijskih podataka.
Primjer kada bi takav pristup bio potreban je situacija u kojoj eksperimentator lagano savija novčić i baca ga jednom, bilježeći dolazi li do glava, i tada mu je dana zadaća predviđanja vjerojatnosti da će sljedeći poklopac doći do glave. Nakon savijanja novčića, nepoznata je prava vjerojatnost da će se novčić pojaviti; tako da bi eksperimentator trebao donijeti odluku (možda promatrajući oblik kovanice) o tome što prije koristiti. Ugradnja takvih subjektivnih informacija može biti važna za dobivanje točne procjene vjerojatnosti.

## Složenost
Općenito, složenost modela uključuje kompromis između jednostavnosti i točnosti modela. Occamov brijač je načelo koje je posebno relevantno za modeliranje, a njegova osnovna ideja je da među modelima s približno jednakom prediktivnom snagom, najjednostavniji je najpoželjniji. Iako dodana složenost obično poboljšava realizam modela, model može otežati razumijevanje i analizu te može predstavljati računske probleme, uključujući numeričku nestabilnost. Thomas Kuhn tvrdi da, kako znanost napreduje, objašnjenja imaju tendenciju da postanu složenija prije nego što paradigmatska promjena nudi radikalno pojednostavljenje.
Primjerice, prilikom modeliranja leta zrakoplova, svaki mehanički dio zrakoplova mogao bi se ugraditi u naš model i tako steći model bijele kutije. Međutim, računski troškovi dodavanja tako velike količine detalja učinkovito bi spriječili korištenje takvog modela. Dodatno, nesigurnost bi se povećala zbog pretjerano složenog sustava, jer svaki zasebni dio inducira određenu količinu varijance u model. Stoga je obično prikladno napraviti neke aproksimacije kako bi se model smanjio na razumnu veličinu. Inženjeri često mogu prihvatiti neke aproksimacije kako bi dobili robustniji i jednostavniji model. Na primjer,  Newton's klasična mehanika je aproksimirani model stvarnog svijeta. Ipak, Newtonov je model sasvim dovoljan za većinu svakodnevnih životnih situacija, tj. Sve dok su brzine čestica znatno ispod brzine svjetlosti, a mi proučavamo samo makro-čestice.

## Obuka i podešavanje
Svaki model koji nije čista bijela kutija sadrži neke parametar s koje se mogu koristiti za uklapanje modela u sustav za koji se namjerava opisati. Ako se modeliranje izvodi pomoću umjetne neuronske mreže ili druge strojno učenje, optimizacija parametara se naziva  trening  [nedostaje izvor] , dok se optimizacija modelnih hiperparametara naziva  tuning  i često koristi  cross-validation. U konvencionalnijem modeliranju kroz eksplicitno dane matematičke funkcije, parametri su često određeni curve fitting.[nedostaje izvor]

## Procjena modela
Ključni dio procesa modeliranja je procjena da li određeni matematički model točno opisuje sustav. Na ovo pitanje je teško odgovoriti jer uključuje nekoliko različitih vrsta evaluacije.

### Odgovara empirijskim podacima
Obično je najlakši dio evaluacije modela provjera da li model odgovara eksperimentalnim mjerenjima ili drugim empirijskim podacima. U modelima s parametrima, uobičajeni pristup za testiranje ovog uklapanja je podjela podataka u dvije nepovezane podskupine: podaci za vježbanje i podaci o verifikaciji. Podaci o obuci koriste se za procjenu parametara modela. Točan model usko će odgovarati podacima verifikacije iako ti podaci nisu korišteni za postavljanje parametara modela. Ova se praksa naziva  cross-validation u statistici.
Definiranje  metričke za mjerenje udaljenosti između promatranih i predviđenih podataka je koristan alat za procjenu prikladnosti modela. U statistici, teoriji odlučivanja i nekim ekonomskim modelima s, [funkcija gubitka] igra sličnu ulogu.
Iako je prilično jednostavno testirati prikladnost parametara, može biti teže testirati valjanost općeg matematičkog oblika modela. Općenito, razvijeno je više matematičkih alata kako bi se ispitalo uklapanje [statističkog modela] s nego modeli koji uključuju diferencijalne jednadžbe. Alati iz neparametrijskih statistika mogu se ponekad koristiti za procjenu koliko se podaci podudaraju s poznatom distribucijom ili da se osmisli opći model koji daje samo minimalne pretpostavke o matematičkom obliku modela.

### Opseg modela
Procjena opsega modela, tj. Određivanje situacija u kojima je model primjenjiv, može biti manje jednostavna. Ako je model konstruiran na temelju skupa podataka, potrebno je utvrditi za koje sustave ili situacije poznati podaci su "tipični" skup podataka.
Pitanje je li model dobro opisuje svojstva sustava između točaka podataka naziva se interpolacija, a isto pitanje za događaje ili točke podataka izvan promatranih podataka zove se ekstrapolacija.

### Filozofska razmatranja
Mnoge vrste modeliranja implicitno uključuju tvrdnje o kauzalnosti. To je obično (ali ne uvijek) točno za modele koji uključuju diferencijalne jednadžbe. Kako je svrha modeliranja povećati naše razumijevanje svijeta, valjanost modela počiva ne samo na njegovoj prilagodbi empirijskim opažanjima, već i na njegovoj sposobnosti da ekstrapolira na situacije ili podatke izvan onih koji su izvorno opisani u modelu. To se može smatrati razlikovanjem kvalitativnih i kvantitativnih predviđanja. Može se također tvrditi da je model bezvrijedan ako ne pruža neki uvid koji nadilazi ono što je već poznato iz izravnog istraživanja fenomena koji se proučava.
Primjer takvih kritika je argument da matematički modeli [optimalne teorije hranjenja] ne nude uvid koji nadilazi zdravorazumske zaključke evolucije i drugih osnovnih načela ekologije.

## Primjeri
- Jedan od popularnih primjera u [računalnoj znanosti] su matematički modeli raznih strojeva, primjer je deterministički konačni automat (DFA) koji je definiran kao apstraktni matematički koncept, ali zbog determinističke prirode DFA-a, on je implementiran u hardver i softver za rješavanje različitih specifičnih problema. Na primjer, sljedeće je DFA M s binarnom abecedom, što zahtijeva da ulaz sadrži paran broj 0s.

]
 M  = ( Q , Σ, δ,  q   0 ,  F ) gdje
- Q  = { S   1 ,  S   2 },
- Σ = {0, 1},
- q  0   =  S   1 ,
- F  = { S   1 } i
- δ definiran je sljedećom [tablicom prijelaza stanja]:

|  | '0' ' | '1' | - | S 2 | S 1 | - | S 1 | S 2 |
Stanje  S   1  predstavlja da je dosad postojao paran broj 0s, dok  S   2  označava neparni broj. A 1 u ulazu ne mijenja stanje automata. Kada ulaz završi, stanje će pokazati je li ulaz sadržavao paran broj 0s ili ne. Ako je unos sadržavao paran broj od 0s,  M  će završiti u stanju  S   1 , stanju prihvaćanja, tako da će ulazni niz biti prihvaćen.
Jezik koji prepoznaje  M  je regularni jezik koji daje regularni izraz 1 * (0 (1 *) 0 (1 *)) *, gdje je "*"  Kleene star, npr. 1 * označava bilo koji ne-negativan broj (možda nula) simbola "1".
- Mnoge svakodnevne aktivnosti koje se provode bez razmišljanja koriste se matematičkim modelima.

{\displaystyle m{\frac {\mathrm {d} ^{2}\mathbf {r} (t)}{\mathrm {d} t^{2}}}=-\nabla V[\mathbf {r} (t)].}
Note this model assumes the particle is a point mass, which is certainly known to be false in many cases in which we use this model; for example, as a model of planetary motion.
- Model of rational behavior for a consumer.  In this model we assume a consumer faces a choice of n commodities labeled 1,2,...,n each with a market price p1, p2,..., pn. The consumer is assumed to have an ordinal utility function U (ordinal in the sense that only the sign of the differences between two utilities, and not the level of each utility, is meaningful), depending on the amounts of commodities x1, x2,..., xn consumed.  The model further assumes that the consumer has a budget M which is used to purchase a vector x1, x2,..., xn in such a way as to maximize U(x1, x2,..., xn).  The problem of rational behavior in this model then becomes an optimization problem, that is:

{\displaystyle \max U(x_{1},x_{2},\ldots ,x_{n})}
subject to:
{\displaystyle \sum _{i=1}^{n}p_{i}x_{i}\leq M.}
{\displaystyle x_{i}\geq 0\;\;\;\forall i\in \{1,2,\ldots ,n\}}
This model has been used in a wide variety of economic contexts, such as in general equilibrium theory to show existence and Pareto efficiency of economic equilibria.
- Neighbour-sensing model explains the mushroom formation from the initially chaotic fungal network.
- Computer science: models in Computer Networks, data models, surface model,...
- Mechanics: movement of rocket model,...

### Knjige
- "Modeling and Simulation", G. Dubois, Taylor & Francis, CRC Press, 2018.
- Aris, Rutherford [ 1978 ] ( 1994 ). Mathematical Modelling Techniques, New York: Dover. ISBN 0-486-68131-9
- Bender, E.A. [ 1978 ] ( 2000 ). An Introduction to Mathematical Modeling, New York: Dover. ISBN 0-486-41180-X
- Gershenfeld, N. (1998) The Nature of Mathematical Modeling, Cambridge University Press ISBN 0-521-57095-6 .
- Lin, C.C. & Segel, L.A. ( 1988 ). Mathematics Applied to Deterministic Problems in the Natural Sciences, Philadelphia: SIAM. ISBN 0-89871-229-7

### Specifične aplikacije
- Korotayev A., Malkov A., Khaltourina D. (2006). Introduction to Social Macrodynamics: Compact Macromodels of the World System Growth. Moscow: Editorial URSS ISBN 5-484-00414-4 .
- Papadimitriou, Fivos. (2010). Mathematical Modelling of Spatial-Ecological Complex Systems: an Evaluation. Geography, Environment, Sustainability 1(3), 67-80. DOI: 10.24057/2071-9388-2010-3-1-67-80
- Peierls, R. 1980. Model-making in physics. Contemporary Physics. 21: 3–17. Bibcode:1980ConPh..21....3P. doi:10.1080/00107518008210938
- An Introduction to Infectious Disease Modelling  Arhivirana inačica izvorne stranice od 22. veljače 2016. (Wayback Machine) by Emilia Vynnycky and Richard G White.

## Vanjske poveznice
- Patrone, F. Introduction to modeling via differential equations, with critical remarks.
- Plus teacher and student package: Mathematical Modelling. Brings together all articles on mathematical modeling from Plus Magazine, the online mathematics magazine produced by the Millennium Mathematics Project at the University of Cambridge.

Filozofske
- Frigg, R. and S. Hartmann, Models in Science, in: The Stanford Encyclopedia of Philosophy, (Spring 2006 Edition)
- Griffiths, E. C. (2010) What is a model?